# 6970 Saigusa
6970 Saigusa è un asteroide della fascia principale. Scoperto nel 1992, presenta un'orbita caratterizzata da un semiasse maggiore pari a 2,3472177 UA e da un'eccentricità di 0,0613215, inclinata di 6,72262° rispetto all'eclittica.
L'asteroide è dedicato a Yoshikazu Saigusa, un astrofilo giapponese.